# Ummidia
Ummidia és un gènere d'aranyes migalomorfes de la família dels halonopròctids (Halonoproctidae).

## Taxonomia
- Ummidia absoluta (Gertsch & Mulaik, 1940) — EUA
- Ummidia aedificatoria (Westwood, 1840) — Portugal, Espanya, Marroc
- Ummidia algarve Decae, 2010 — Portugal
- Ummidia Algèriana (Lucas, 1846) — Algèria, Tunísia
- Ummidia armata (Ausserer, 1875) — Desconegut
- Ummidia asperula (Simon, 1889) — Veneçuela
- Ummidia audouini (Lucas, 1835) — EUA
- Ummidia beatula (Gertsch & Mulaik, 1940) — EUA
- Ummidia carabivora (Atkinson, 1886) — EUA
  - Ummidia carabivora emarginata (Atkinson, 1886) — EUA
- Ummidia celsa (Gertsch & Mulaik, 1940) — EUA
- Ummidia erema (Chamberlin, 1925) — Panamà
- Ummidia funerea (Gertsch, 1936) — EUA
- Ummidia gandjinoi (Andreeva, 1968) — Tadjikistan
- Ummidia glabra (Doleschall, 1871) — Brasil
- Ummidia modesta (Banks, 1901) — EUA
- Ummidia nidulans (Fabricius, 1787) — Índies
- Ummidia oaxacana (Chamberlin, 1925) — Mèxic
- Ummidia picea Thorell, 1875 — Espanya
- Ummidia pustulosa (Becker, 1879) — Mèxic
- Ummidia pygmaea (Chamberlin & Ivie, 1945) — EUA
- Ummidia rugosa (Karsch, 1880) — Costa Rica, Panamà
- Ummidia salebrosa (Simon, 1891) — St. Vincent
- Ummidia tuobita (Chamberlin, 1917) — EUA
- Ummidia zebrina (F. O. P.-Cambridge, 1897) — Mèxic, Guatemala
- Ummidia zilchi Kraus, 1955 — Mèxic, El Salvador

### Fòssils
Segons el World Spider Catalog (version 18.5, any 2018):
- †Ummidia damzeni Wunderlich, 2000
- †Ummidia malinowskii Wunderlich, 2000